# بترونيلا وايت
بترونيلا وايت مواليد 6 مايو 1968صحفية ومؤلفة بريطانية.

## الحياة والوظيفة
ولدت بترونيلا في إنجلترا وكان والدها وودرو وايت صحفيا وسياسى وعضو بحزب العمل وزوجته بانركى فون، التحقت بترونيلا بمدرسة سانت بول للبنات ثم درست التاريخ في كلية ووست بإكسفورد وبعد ذلك تركت الجامعة في غضون أسابيع وادعت أنها تعرضت للتنمر والمضايقات المستمرة وكانت بترونيلا مرتبطة بآرائها السياسية المحافظة.
التحقت بترونيلا بكلية لندن لدراسة التاريخ وبعد التخرج أصبحت صحفية متدربة وكاتبة عمود أسبوعي في صحيفة صنداي تلغراف في أوائل التسعينات ثم عملت في مجلة (the spectator) حيث تمت ترقيتها إلى نائب محرر، اشتهرت وايت بأسلوبها المباشر والمرح حيث في مقابلة لها مع جانين أندرسون وزيرة العمل المقترحة للمرأة وقالت جانيت مازحة (في ظل حزب العمل ستصبح النساء أكثر اختلاطا)، وفي مقابلة أخرى مع دينيس هيلي في نهاية المقابلة أعرب عن أسفه لأنه لم يتبق وقت (لمضخات متعرجة).
بترونيلا كانت على علاقة بين عامي 2000 و2004 مع محرر the spectatro ونائب المحافظ بوريس جونسون وقد وعدها بأن يترك زوجته، وأسفرت العلاقة في نهاية بإجهاض وإنهاء حمل عندما عملت والدتها بالأمر وعلمت الصحافة بهذا الأمر وتم طرد بوريس من منصبه في ظل حكومة زعيم الحزب مايكل هوارد بسبب كذبه حيث أنه نفى هذه العلاقة بشكل قاطع في البداية.